# Su Shuyang
Su Shuyang (en chino :苏叔阳, también Shu Yang (舒扬) o Yu Pingfu (余平夫; Báoding, Hebei, 1938-Pekín, 16 de julio de 2019) fue un dramaturgo y novelista chino.
Se graduó en historia en la Universidad Renmin de China en 1960 y trabajó para varias universidades, y tras el éxito de su primera obra, trabajó como guionista.

## Obra
- 丹心谱, 1978
- 左邻右舍, 1980
- 中国读本, 1998
- 西藏读本, 2008